# Fläckatlasmätare
Fläckatlasmätare, Lomographa bimaculata är en fjärilsart som beskrevs av Johan Christian Fabricius 1775. Fläckatlasmätare ingår i släktet Lomographa och familjen mätare, Geometridae. Arten är reproducerande i Sverige. Inga underarter finns listade i Catalogue of Life.

## Bildgalleri

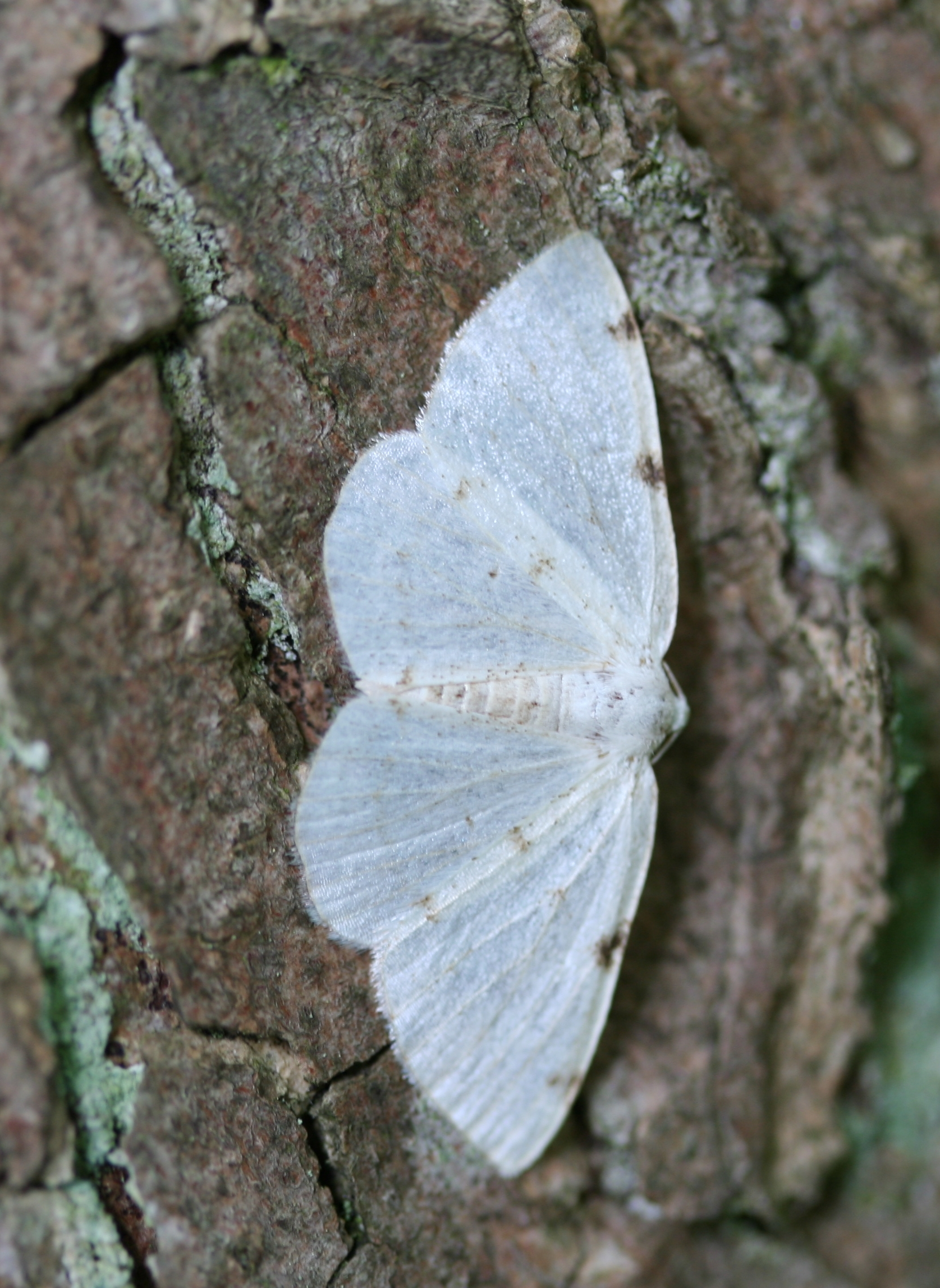
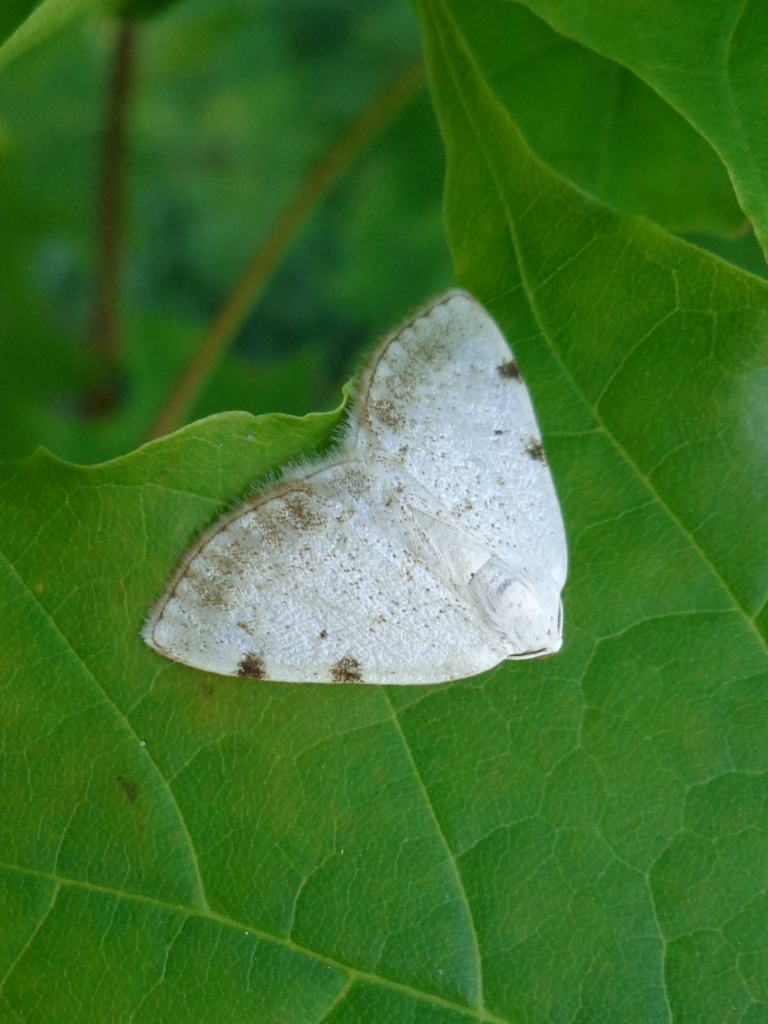
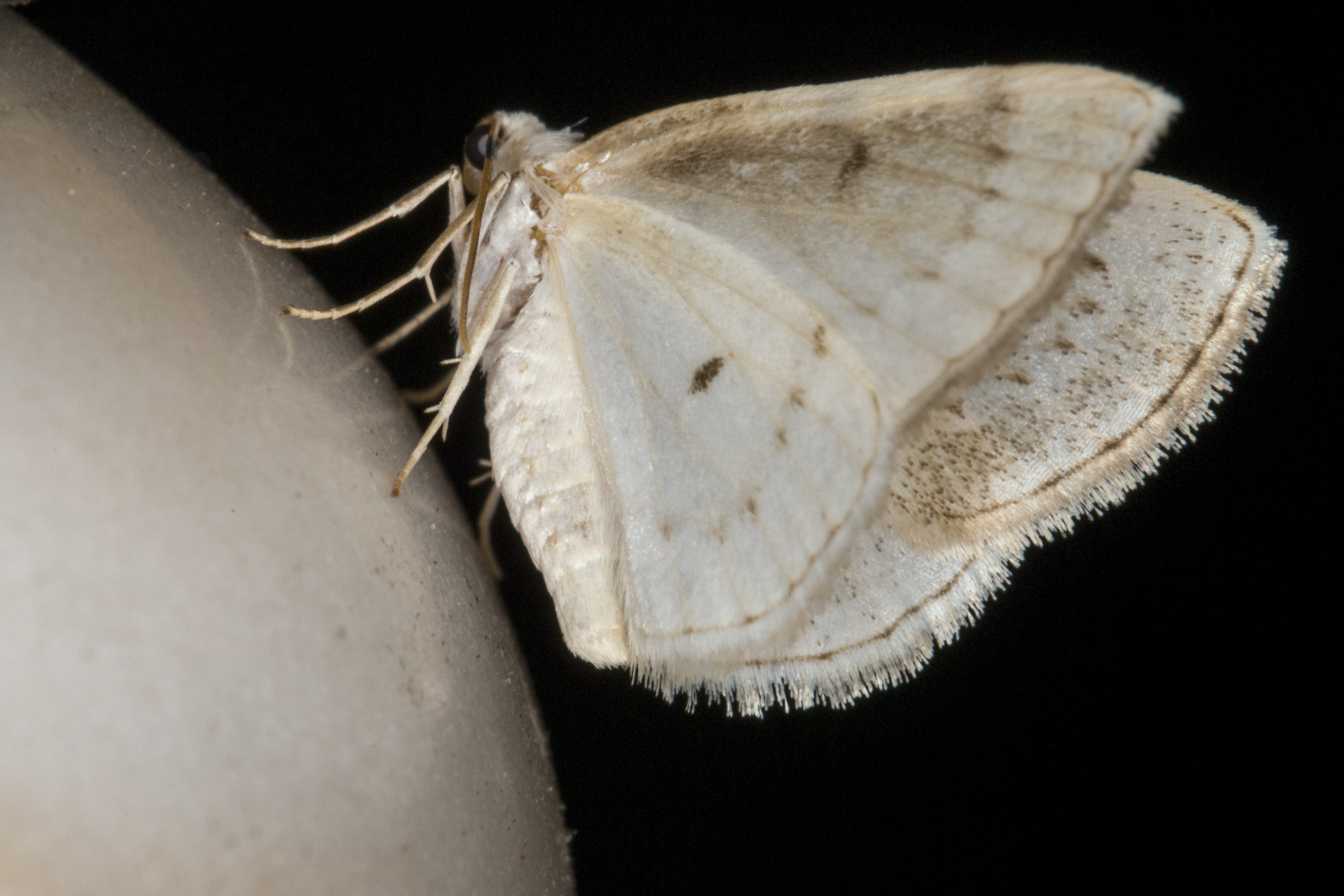